# هگزافلوئورواستون
هگزافلوئورواستون (به انگلیسی: Hexafluoroacetone) با فرمول شیمیایی C۳F۶O یک ترکیب شیمیایی است. که جرم مولی آن ۱۶۶٫۰۲ g/mol می‌باشد. شکل ظاهری این ترکیب، گاز بی‌رنگ است.